# Xã Auxvasse, Quận Callaway, Missouri
Xã Auxvasse (tiếng Anh: Auxvasse Township) là một xã thuộc quận Callaway, tiểu bang Missouri, Hoa Kỳ. Năm 2010, dân số của xã này là 1.000 người.